# 千の花 (漫画)
『千の花』（せんのはな）は岸裕子による日本の漫画作品。およびそれを含む作品集。表題作は『デュオ』（朝日ソノラマ）昭和59年（1984年）1月号に掲載された。

## 概要
『玉三郎恋の狂騒曲』・『夢の介ラブ♡ランド』とは別の意味で、岸裕子を代表する名作にして、漫画界・人倫におけるタブーを真剣に描いた、前代未聞の問題作でもある。後年のインタビューで、とある20代の編集者が岸の代表作にあげており、彼女でなければ描けなかった世界であろうと思われる。同時にLGBT、TSFなど、今日的な問題をはらんだ作品でもある。
この作には、岸裕子の特徴や諸要素がちりばめられている。
1. 日本舞踊。芸術至上主義。
2. 双子の姉と弟。
3. 同性愛と、母親への思慕。
4. 女の激しい愛ゆえの狂気と、復讐・憎悪・欲望。

結末についても賛否両論が分かれており、むしろファンの側から拒否があったというが、作者の意図としては、いかなる逆境の中でも力強く生きる、というメッセージがこめられており、どのような時でも花を咲かせてみせるというテーマがある、という。
岸裕子自身はエグい作品だ、という自己批判もしていた。

## あらすじ
日本舞踊の一族、千曲（ちくま）流では、代々女が家元を継ぐ、というしきたりがあった。そのために、本家の血筋を引く夫と、家元である妻の夫婦仲は冷え切っていた。そんな折り、夫の交通事故による急死により、愛人に女の隠し子がいることが発覚。本妻の多寿子は、娘の雪絵を千曲流の後継者にすべく、猛特訓を課し、愛人の娘、川原よし子に対抗するが、無理な訓練がたたったのか、雪絵の身にあるアクシデントが生じてしまう。絶望の中で、多寿子が夫の同性愛のパートナーである澄夫とともにあることを考えついた。

## 登場人物
千曲由利（ちくま ゆり）
物語の主人公の少年。千曲流では女性が跡目を継ぐため、母親からも父親からも顧みられずに、師範の澄夫のことだけを慕って、踊りの稽古を続けていた。舞踊の技能でも姉の雪絵に対して、コンプレックスを抱いていた。
千曲雪絵（ちくま ゆきえ）
由利の双子の姉で、次期千曲流後継者。病弱で、物語の冒頭でも熱を出して寝込んでいた。内気な性格で、川原よし子と比較して自分の舞踊の技能が劣っているかもしれないと口にしていた。母親からは溺愛されている。
千曲流師匠（名前不明）
由利・雪絵の父親で、流派の本家の血を引く男。意に沿わぬ多寿子との結婚を不服とし、自分は種馬にすぎないという、半ば投げやりな態度を妻に対して示していた。かつての弟子を愛人として囲っており、間に生まれた娘には舞踊の稽古をつけていたようである。同性愛のパートナーが澄夫であった。
千曲多寿子（ちくま たずこ）
由利・雪絵の母親で、現家元。舞踊の才能があり、姑の意向で夫と結婚している。ただし、本人も亭主のことを心から愛しており、それゆえに、夫や愛人への憎しみの念が強く、また娘の雪絵への盲目的な愛情へと繋がっている。息子に対しては、決して愛情がなかったわけではないのだが、上記のような事情で、あまり関心がわかなかった。
澄夫（すみお）
千曲流の師範代で、由利の舞踊の先生で、由利の成長を温かく見守っていた、唯一の理解者。ハンサムで、女性にもてる。しかし、実は由利・雪絵の父親と関係を持っており、そのことを家元の多寿子も承知していて、脅されて、ある計画に加担させられてしまう。以後、罪悪感でいっぱいになり、由利から憎まれていると思い、次期家元決定後に流派を出てゆこうと決意していた。
川原茂子（かわはら しげこ）
多寿子の夫の不倫相手。多寿子との結婚以前から関係があり、舞踊の弟子でもあった。娘、よし子をもうけている。
川原よし子（かわはら よしこ）
茂子の娘で、由利・雪絵の異母姉妹。本家の血を引く、もう一人の次期家元候補。雪絵たちと同じ年齢。多寿子曰く、「死んだあの人にそっくりな踊り方」をしているという。千曲流の実力者、双月のところへ通っている。
竹内（たけうち）
千曲家の主治医。病院を建てたいという望みをかなえるべく、多寿子の提案にのる。澄夫同様、そのことで罪の意識にかられるようになる。

## 同時収録作品
- 岸裕子は花好きであり、花の名前を作品につけることが多く、この作品集も花の名前を集めたもので構成されている。

### 薔薇夫人（マダム・ローズ）
『デラックスボニータ』（秋田書店）1983年5号に掲載。青春時代への追憶を描いた作品。
イヴァン、ギイ、ソランジュは仲の良い友人たちであった。ソランジュは子供を沢山つくることが夢で、イヴァンとギイはライバル同士でもあった。しかし、イヴァンは落馬の後遺症で、右足が麻痺し、子供を作ることができない体になってしまった。ソランジュは18歳でイヴァンの元に嫁いだが、それは彼女の父親の事業を支援するためだと噂された。それから5年後、アメリカに渡っていたギイはフランスに帰国すると、伯爵夫人となったソランジュに再会する。彼女は「薔薇夫人」と呼ばれ浮き名を流しており、イヴァンは薔薇園で薔薇の栽培に熱中しているといった仮面夫婦状態になっていた。ミシェルというバレリーナのことで彼のパトロンのローランド男爵夫人の怒りをかったソランジュは、犬をけしかけられ、命を狙われる。

### 沈丁花
『JUNE』（サン出版）1983年№9に掲載。青春時代の罪とその代償を描いた作品。
新任教師の紅林葉（くればやし よう）は、赴任早々、沈丁花の季節になると決まって登校拒否をする古城ゆずる（こじょう ゆずる）という生徒のことで頭を抱えていた。葉の母親は病に伏せっており、校長の兄の経済援助で無事回復するところまでこぎ着けていた。その見返りとして、葉は校長の娘で、生徒でもある可奈子との婚約を取り決められていた。
ゆずるの家を家庭訪問した葉は驚愕した。彼は19歳の時、初恋の少女に振られ、その代償として、母親の死に沈丁花の茂みで泣いていた少年、ゆずるを犯していた。何でも謝罪をする、と言った葉に、ゆずるはあの時のように抱いて欲しい、と頼む。

### 虞美人草-ひなげし-
『LaLa』1981年1月号に掲載。岸裕子が初めて小学館以外で発表した作品。

### イマジネーション
『JUNE』（サン出版）1982年№6に掲載。ショートショートコメディ。

### 似た者同士
『JUNE』（サン出版）1982年№8に掲載。ショートショートコメディ。

## 書誌情報
- 『千の花』朝日ソノラマ、サンコミックス・ストロベリーシリーズ、1984年2月15日発行（新書版）
  - 同時収録 - 「薔薇夫人（マダム・ローズ）」、「沈丁花」、「虞美人草（ひなげし）」、「イマジネーション」・「似た者同志」

- 『岸裕子の世界』白夜書房、1994年6月9日発行（A5版）
  - 同時収録 - 「白蓮」、「金木犀」、「沈丁花」、「ハピネス」、「寒椿」、「月下美人」